# 二川一彦
二川 一彦（ふたがわ かずひこ、1946年4月1日 - ）は、日本の胎内被爆者。原爆胎内被爆者全国連絡会 代表世話人。広島県広島市出身。

## 経歴
47歳の郵便局長だった父と、13歳の姉ふたりを広島市への原子爆弾投下で亡くし、胎内被爆者として誕生。兄弟は全5人。
自宅は爆心地から東に3.8キロの矢賀町にあり、原爆の落ちた8月6日は爆風で窓ガラスは割れ、屋根は吹き飛ばされた。翌日母は、現在の平和公園あたりの材木町郵便局に出勤した夫（二川の父）と広島女子高等師範学校付属山中高等女学校に登校した娘（姉）を探しに爆心地へ入ったが、遺骨さえも見つからなかった。
その翌年4月に生まれた二川は、こうした体験を母からは聞かせてもらえず親戚から話されたという。
東京の大学へ進学し、被爆地出身と知られると相手からの偏見が見えるようになり次第に口をつむぐようになった。
1980年の34歳の年、市の平和記念式典にて遺族代表として「平和の鐘」を突いた。その時がはじめて「被爆者」を名乗った瞬間であった。後の取材で、会うことのできなかった父や姉を「ようやく供養できた」と話した。しかし、半年後結婚をし、経営をする広告代理店の仕事も忙しくなり被爆者としての意識が薄くなっていった。
月日が経ち2000年、87歳で母を看取ってから遺品を確認したところ、たんすの底からきれいにたたまれたブラウスが出てきた。胸元には「附属高女 二川」の名札があり、母は原爆に奪われた娘のブラウスを保管していたことを知った。何も語らなかった母の悲しみの深さに、胸を突かれたという。
2014年8月5日、原爆胎内被爆者全国連絡会を創設。兄が亡くなり、「被爆者は老いを深めている。このまま黙ったままでいいのかと思うようになった」と後に語った。被爆者として活動すれば、子供や孫に迷惑をかけると考えた妻と協議を重ね「こうして、子や孫の代まで苦しめる原爆はもういらない。何より、母はこんな生き方を強いられたのだと語っておきたい」と活動を決心した。
胎内被爆者は、原爆の落ちた日のことを知らないため「被爆者ぶるな」という偏見に晒されることもあるが、「病を患い、不安にさいなまれながら生涯を送る胎内被爆者もいる」とし核兵器の廃絶に向けて活動を続けている。